# The Space Between (Album)
The Space Between ist ein Musikalbum von Rodrigo Amado, Carlos Zíngaro und Ken Filiano. Die im August 2002 im Musicorde Studio, Lissabon, entstandenen Aufnahmen erschienen 2003 auf Clean Feed Records.

## Hintergrund
Der portugiesische Saxophonist Rodrigo Amado war bereits Ende 30, als er schließlich begann, Alben unter eigenem Namen zu veröffentlichen; The Space Between ist sein erstes großes Statement auf Platte, notierte João Esteves da Silva. Der Titel des Albums kann entweder als Ausdruck des von Improvisatoren angestrebten Raums zwischen Bekanntem und Unbekanntem oder als Ausdruck des Raums zwischen Jazz und zeitgenössischer klassischer Musik gelesen werden, den diese drei Improvisatoren – Amado, der Geiger Carlos Zíngaro und der Bassist Ken Filiano – auf diesem Album suchten.

## Titelliste
- Rodrigo Amado, Carlos Zíngaro, Ken Filiano – The Space Between (Clean Feed CF015CD)[2]

1. Nothing / New Thing 4:06
2. The Space Between 6:01
3. Meters 7:09
4. Around the House 6:50
5. Off Breaker 5:05
6. Tripplets 6:37
7. Shadow Lines 7:27
8. Horn, Strins & Sound 6:18
9. In We Walked Out 5:14

Die Kompositionen stammen von Rodrigo Amado, Carlos Zíngaro und Ken Filiano.

## Rezeption

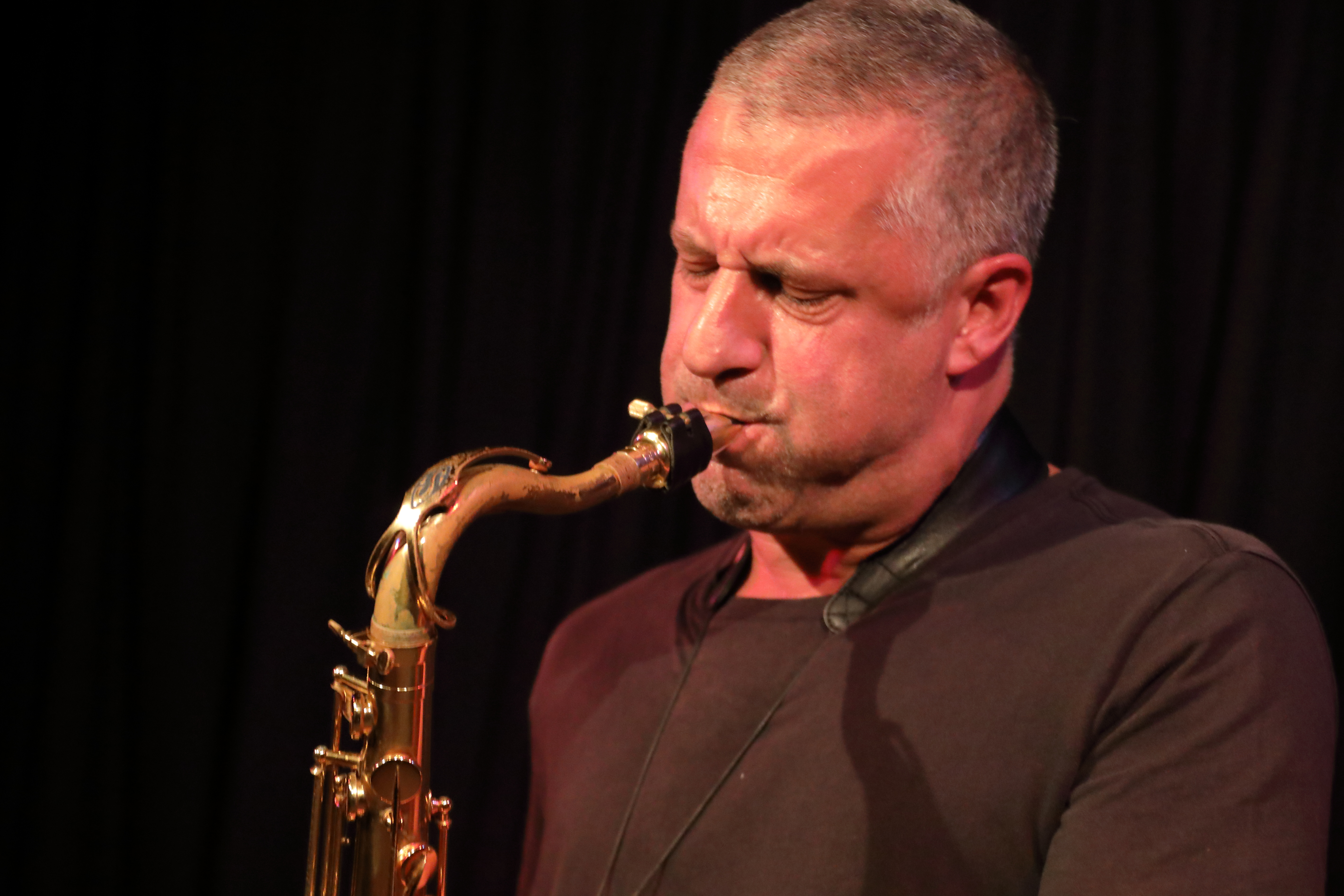
Rodrigo Amado (2019)

Ähnlich wie Amado im Jazz brilliere Zíngaro, ein weiterer bedeutender europäischer Improvisator, in einer Form spontaner Komposition, die sich vorwiegend auf zeitgenössisches klassisches Vokabular stütze, schrieb João Esteves da Silva (Daily Bandcamp). In diesem Kontext würde Filiano als perfektes Bindeglied zwischen ihnen fungieren und sowohl tiefe Jazzwurzeln als auch eine souveräne klassische Technik zeigen. Klangreich und gut aufgenommen, wobei Amado zwei kontrastierende Instrumente einsetzt (Alt- und Baritonsaxophon, wobei letzteres harmonisch mit Filianos dunkleren Coll’arco-Tönen harmoniere), sei dies zugleich eine wunderbar zurückhaltende Darbietung, die eine spontan komponierte Kammersuite mit ebenso viel klassischer Raffinesse wie einem unverkennbar jazzigen rhythmischen Biss hervorbringe. Jedes der neun Stücke konzentriere sich auf die Entwicklung einer spezifischen Idee mit großer formaler Kohärenz. Über 20 Jahre nach seiner Veröffentlichung bleibe The Space Between ein Meilenstein der europäischen Improvisationsmusik und klinge immer noch so frisch und relevant.
In den falschen Händen sei das Baritonsaxophon extrem unhandlich und würde eher als Ankerinstrument einer Big-Band-Saxophongruppe eingesetzt als zum Improvisieren in einer kleinen Combo, meinte Ken Waxman (JazzWord). Noch seltener sei es Bestandteil experimenteller Sessions, doch es sei der portugiesische Bariton-Saxophonist Rodrigo Amado, Leiter des Kollektivs Lisbon Improvisation Players, gewesen, der diese denkwürdige Übung in Echtzeitkomposition organisierte. Natürlich habe er sein Altsaxophon für etwas klangliche Abwechslung mitgebracht, und was die musikalische Absicherung angehe, würden seine Kollegen zu den versiertesten Vertretern dieses Stils gehören. Amado, der Gerry Mulligans Sanftheit in einem anspruchsvolleren Kontext zum Ausdruck bringen kann, könne seinen Ton auf dem großen Instrument oft gemäßigt formulieren. Selbst in einem Stück wie „Horn, Strings & Sound“, wo er sich ein gelegentliches, wogendes Hupen nicht verkneifen kann, sei seine friedliche Erwiderung nicht mit dem aufgeregten Huschen der Streicher vergleichbar.
Im Gegensatz dazu würden kraftvolle Töne wie in „In We Walked Out“ seine Trompeten-artigen Töne, seine Vibratos mit konstanter Intensität, sein Rohrblattbeißen und seine verschlungenen Tonrepetitionen zu einer Geräuschsymphonie vereinen, die dem „New Thing“ der 1960er-Jahre würdig sei, so Waxman weiter. Der Bassist steuere schwellende Spiccato-Bogenstriche bei, und am Ende sägten alle acht Saiten, während der Saxophonist in stratosphärische Höhen aufsteige. Das Spiel des Geigers reiche von Portamento-Phrasierungen, deren klassische Klangfarbe fast klischeehaft sei, bis zu kratzenden, schwungvollen Läufen, die viel mehr mit dem Avantgarde-Geiger Billy Bang gemeinsam haben als mit Jascha Heifetz. Amado folge auf dem Altsaxophon einem ähnlichen Muster und biete oft einen süßen Ton, der klinge, als würde er einen halb in Erinnerung gebliebenen Standard zitieren. Im Gegensatz dazu sei sein geradliniger Ton in Stücken wie „Around the House“ mit Klängen gespickt, die nur durch Überblasen entstehen und mit schrillen Hupen enden. Filiano bewege sich auf den Saiten auf und ab und berühre dabei manchmal alle vier Saiten mit seinem Bogen, während Zíngaros spritzige Verzierungen ein erhabenes Kontinuum erzeugen. Als Veteran vieler Bands mit Joëlle Léandre lasse sich der Geiger von Bass-Virtuosität in keinem musikalischen Bereich aus der Ruhe bringen.